# コルニリア
コルニリア（Corniglia）は、イタリア共和国リグーリア州ラ・スペツィア県のコムーネ（基礎自治体）であるヴェルナッツァに属するフラツィオーネ（分離集落）。リグーリア海岸に位置するチンクエ・テッレと呼ばれる景勝地・観光地の集落の一つであり、世界遺産にも登録されている。

## 地理
チンクエ・テッレ（5つの土地）と総称される5つの集落のうち中央に位置する。チンクエ・テッレは以下の5つの集落を指す。
1. モンテロッソ・アル・マーレ (Monterosso al Mare) - 最西端
2. ヴェルナッツァ (Vernazza)
3. コルニリア (Corniglia)
4. マナローラ (Manarola)
5. リオマッジョーレ (Riomaggiore) - 最東端

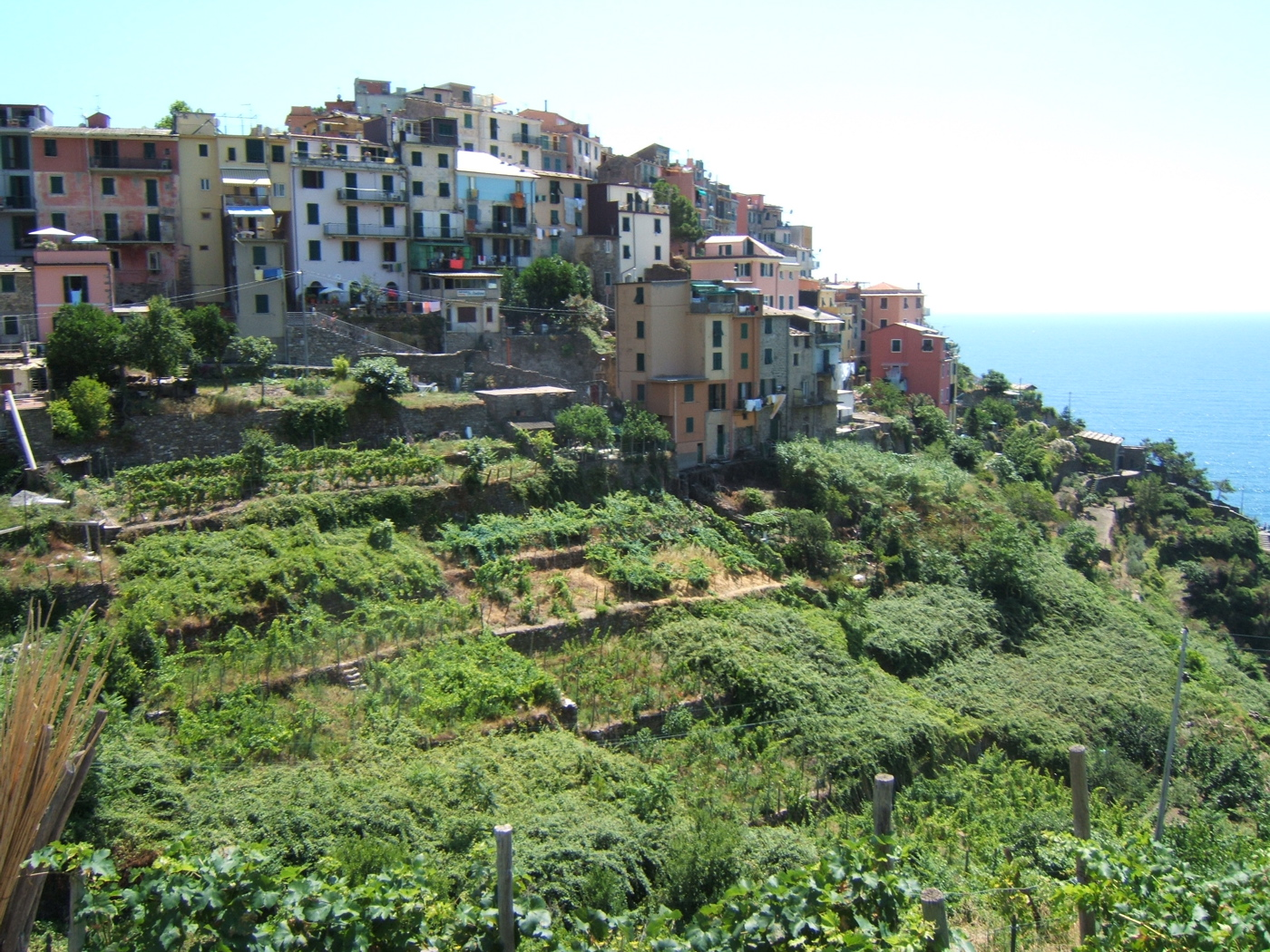
コルニリア
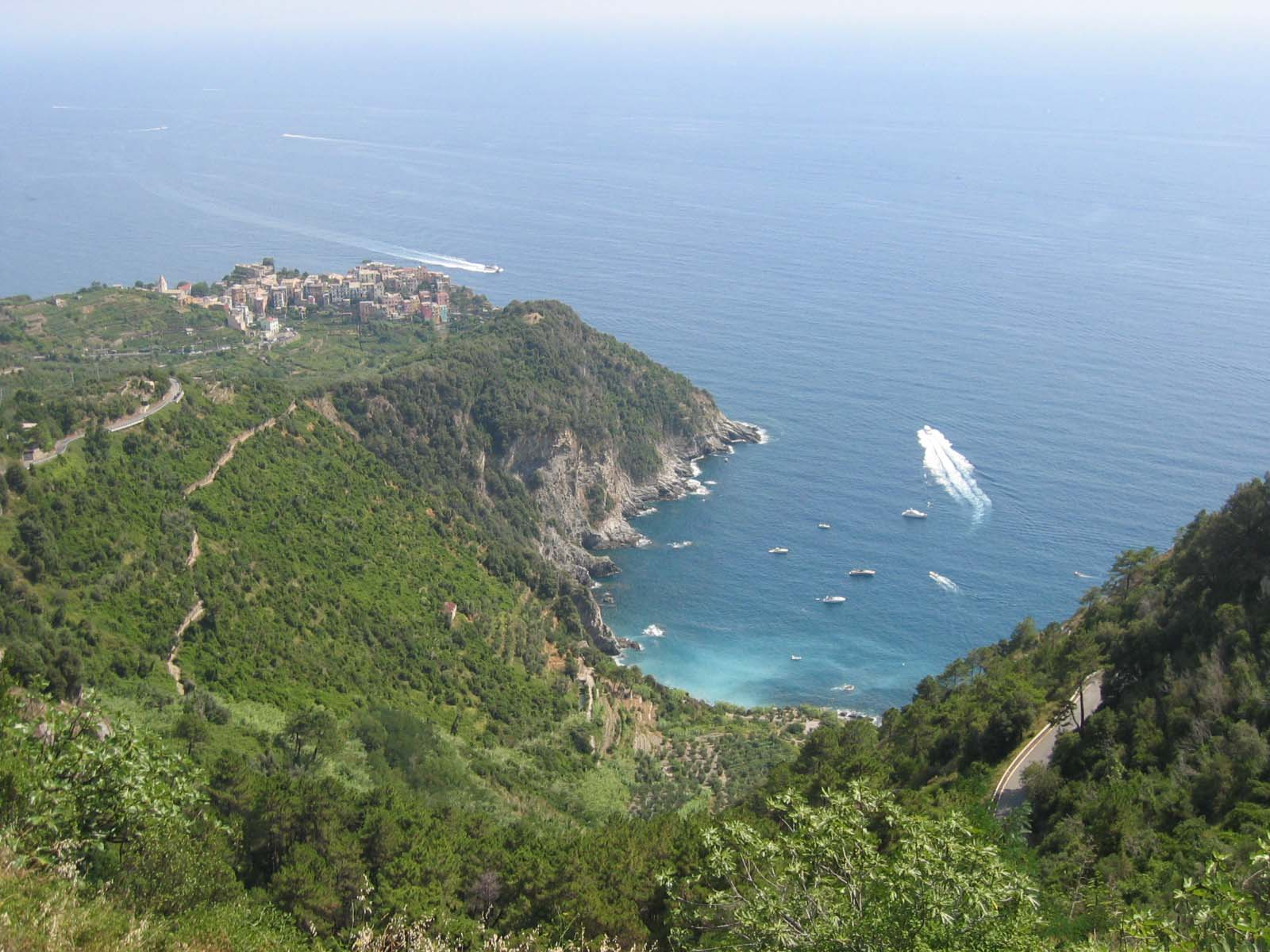
コルニリア